# Campillos
Campillos is een gemeente in de Spaanse provincie Málaga in de regio Andalusië met een oppervlakte van 188 km². In 2007 telde Campillos 8330 inwoners.

## Demografische ontwikkeling
Bron: INE, 1857-2011: volkstellingen
Opm.: In 1973 werd de gemeente Peñarrubia aangehecht